# Латинська література
Латинська література (лат. Litterae Latinae) — література, написана латинською мовою.

## Загальна характеристика
Виникла у Стародавньому Римі і найбільшого розквіту набула одночасно з розквітом самого Риму у I столітті до н. е., що тривала до кризи Римської імперії у 3 столітті. Після розколу імперії на східну та західну, а також гоніння християнства на латинську літературу, під час якого було зруйновано Александрійську бібліотеку, література латинською мовою занепадає. Так само занепадає і латинська мова, яка зі знищенням у 476 році Західної Римської імперії втрачає усіх живих носіїв і стає мертвою.
Незважаючи на це латинська мова продовжила використовуватись і в період Середньовіччя, коли вона стала офіційною мовою духовенства, а також мовою викладання в перших європейських університетах. Відповідно на латині почали створюватись релігійні твори, а також мова стала дуже популярною серед вагантів, що подорожували Європою і створювали пісні та прозові твори латинською мовою.
З початком Відродження, яке, власне, і орієнтувалося на спадщину античності, латинська література знову набирає ваги і стає мовою спілкування в середовищі гуманістів, які саме латинською мовою пишуть більшість своїх творів, що стали основою літератури епохи Відродження. Так тривало аж до XVIII століття, коли після французької революції університетське викладання було переведено з латини на нові мови, що суттєво підірвало статус латини. В результаті цього в XIX столітті латина майже повністю вийшла з ужитку.
З того часу латинська література майже зникає і на наш час на латині виходять лише офіційні документи Ватикану, а також фахові латиномовні періодичні видання.

## Давньоримська література

### Архаїчний період
Історія літературної мови починається 240 року до н. е., коли військовополонений грек Люцій Лівій Андронік створив перший в історії європейської літератури художній переклад твору. Ним стала Гомерова «Одіссея», яка була з певними змінами та спрощеннями перекладена на латинську мову. З того часу Лівій Андронік став займатись художніми перекладами грецьких комедій і трагедій на латинську мову для їх постановки у театрі..

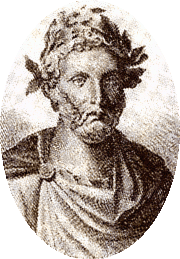
Тит Макцій Плавт — давньоримський комедіограф

Діяльність Андроніка створила передумови для виникнення і інших літераторів, одним із яких став Гней Невій, що не тільки перекладав давньогрецькі твори, а й створював власні трагедії з римським сюжетом, ставши засновником нового жанру в латинській літературі — претекстати — драми, що писались на легендарні або історичні сюжети з життя Римської держави. Саме він написав претекстату «Пунічна війна» «Bellum Punicum», що стала в римській літературі першим оригінальним епічним твором і описував події актуальної на той час Першої Пунічної війни, до яких було включено міфологічну основу з діяльністю олімпійських богів.
Незабаром, почали створюватись не лише невеликі драми, а й повноцінні монументальні роботи. Так Квінт Енній створив епопею «Аннали» лат. «Annales», над якою він працював значну частину свого життя. У повному вигляді «Аннали», складалися з 18 книг з 1500−1800 віршами в кожній, які відображали історію римлян від прибуття Енея з Трої в Рим до сучасних Еннію подій. Він збирав для своєї праці численні матеріали у вигляді суспільних та приватних літописів, сімейних переказів тощо. Крім того Енній відмовився від сатурнинського вірша, яким користувалися всі римські поети до нього, і написав свою поему гекзаметрами, вперше в римській літературі використавши цей розмір, а також популяризував жанр комедії.
Справу Еннія продовжив Теренцій, автор шести комедій, які орієнтовані не на плебеїв, як у більшості авторів, а на інтелігенцію міста, через що комедії Теренція є серйозними та філософічними, а сам автор вважається одним з найкращих комедіантів латинської літератури архаїчного періоду та одним з головних осіб, що посприяли розвитку латинської літературної мови.
Іншим великим представником архаїчного періоду в галузі літературної мови є інший давньоримський комедіограф Плавт, який уособлював у своїх творах демократичний і плебейський напрям, показуючи в комедіях не філософсько-історичні сцени, а побутово-звичаєві, які були зрозумілі всім верствам населення. До нашого часу дійшло 20 комедій Плавта повністю і одна — в уривках. Проте словниковий склад комедій Плавта і фонетичний лад його мови вже значною мірою наближаються до норм класичної латини I століття до н. е. — початку I століття н. е..
Проте довгий час такі повчальні драматично-пісенні імпровізації, незважаючи на те, що їх вже використовували Невій, Енній, Пакувій та інші, не були оформлені у окремий жанр і лише завдяки Гаю Луцилію наприкінці II століття до н. е. сформувалися як літературний жанр під назвою сатура на рівні з комедією та трагедією. З цього моменту сатура отримала викривальний зміст і стала популярною у стилі дактилічного гекзаметру у нащадків  — Горація, Персія, Ювенала та ін.

### Класичний період

#### Вік Цицерона

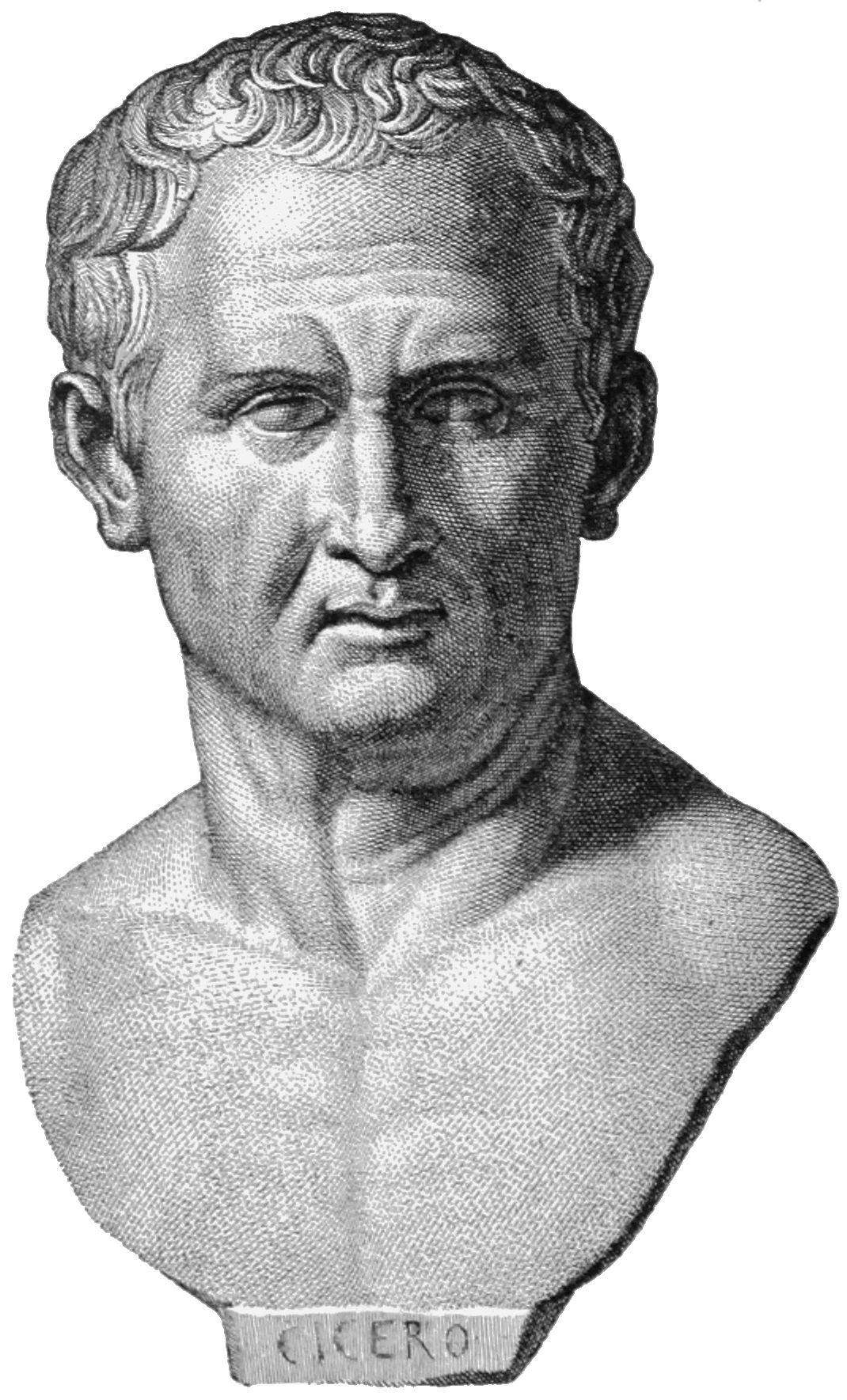
Марк Туллій Цицерон — давньоримський літератор, один із засновників римської розповідної прози

Класичний період, який також називають «золотою добою» — час найвищого розвитку латинської мови, на який припадає діяльність видатних поетів і прозаїків. Найчастіше класичний період розділяють на вік Цицерона та вік Августа. "Вік Цицерона" названий за ім'ям Цицерона, римського філософа і літератора, який став одним із зачинателів римської розповідної прози. Період починається 81 року до н. е., коли Цицерон проголосив свою першу відому промову, яка отримала назву «За Квінкція» (лат. Pro Quinctio) і триває аж до самої смерті літератора в 43 році до н. е. і завершення республіканського періоду Римської держави.
Але насамперед "Золота доба" римської літератури - це доба Августа. У історії так називався не час його правління, а період від смерті Цицерона до смерті Овідія.
На відміну від поетів більш раннього часу, твори Цицерона мають різносторонній характер і їх можна розділити на чотири групи: листи, риторичні трактати, філософські праці і промови. Його листи містять детальну інформацію про важливі періоди в римській історії та пропонують яскраву картину суспільного і приватного життя серед римського правлячого класу. Роботи Цицерона в ораторському мистецтві є цінними латинськими джерелами стародавніх теорій освіти і риторики, а філософські праці лягли в основу моральної філософії Середньовіччя.
Цицерон написав (переважно у формі платонівських діалогів) багато творів філософського характеру, де порушував політичні, релігійні та морально-етичні проблеми. Значну їхню частину складають праці з теорії держави і права («Про державу», «Про закони», «Про обов’язки» тощо), етики й теорії пізнання («Про долю», «Про природу богів», «Тускуланські бесіди», «Парадокси стоїків», «Учення академіків» та ін.), а також невеликі праці морального плану («Лелій», або «Про дружбу», «Катон», або «Про старість»). Світогляд і філософські спрямування Цицерона визначилися в цих творах не дуже чітко, що пояснювалося мінливістю політичного життя Риму, а також тією метою, що він ставив перед собою, — широко ознайомити римлян з ученням грецьких мислителів, використовуючи для цього виключно латинську мову. У трактаті «Про межі добра і зла» Цицерон писав: «Важко сперечатися з тими, хто з презирством ставиться до творів, написаних латиною... Латинська мова зовсім не бідна, ні, вона значно багатша за грецьку». Цицеронові властиві певний консерватизм у поглядах, цілковите заперечення думок грецьких матеріалістів, зокрема Епікура, і плутанина в їхніх оцінках, не меншу плутанину він допускав при визначенні розбіжностей між платонівською Академією й арістотелівською школою перипатетиків.
А втім, філософські книги Цицерона становлять значну цінність хоча б тому, що є важливими джерелами, де наведено чимало уривків із творів тих письменників, що до нас не дійшли, зокрема Еннія, Пакувія та ін.
Цицеронові належать також кілька збірок листів, що їх він написав в останні 25 років життя (до нас дійшло 744 листи, адресовані молодшому брату Квінту, другу й видавцю Тіту Помпонію Аттику та іншим відомим діячам Римської держави). Вони дають уявлення про умонастрій автора в різні періоди життя, про його ставлення до подій як державного, так і суто інтимного характеру. Велику роботу щодо збирання й публікації епістолярної спадщини Цицерона здійснив його колишній раб, а пізніше літературний секретар-вільновідпущеник Тірон.
Цицерон лишив і низку поетичних творів, зокрема поеми «Про Главка Понтійського», «Про своє консульство». Звертався він і до малих жанрів. Але ці ліричні спроби — і письменник сам це добре розумів — лише засвідчили посередність його поетичного таланту.
Цицерон належить до тих небагатьох античних письменників, які практично сприяли розвиткові не тільки римської, а й пізнішої західноєвропейської культури. Важко переоцінити його внесок у створення літературної латинської мови. Продовжуючи справу Теренція, він надав їй особливої гнучкості й мелодійності. Найскладніші думки Цицерон утілював у чіткі й зрозумілі кожному римлянинові бездоганні форми.
Разом з Цицероном в цей час творили і Юлій Цезар та Саллюстій. Цезар написав записки про галльську (лат. Commentarii de hello Gallico) і громадянську війну (лат. Commentarii de bello civili), створивши новий жанр літератури — записки. А від Саллюстія до нас дійшли цілими лише дві його праці Змова Катиліни лат. «De coniuratione Catilinae» та Югуртинська війна (лат. «Bellum Jugurthinum»). Від головної праці Саллюстія, лат. «Historiarum libri quinque», в якій описуються події від 78 до 66 року до н. е., залишились лише фрагменти.
У цей же час відбувається народження лірики. Одним з її засновників став Катулл, який створював короткі ліричні вірші з емоційною інтенсивністю. У своїх творах він використовував відверті нотки і ніжну мову.
Ще один новий стиль латинської літератури заснував римський філософ і поет Лукрецій, який інтерпретував ідеї грецького філософа Епікура і на їх основі створив філософську поему Про природу речей (лат. De Rerum Natura), у якій поєднувались науково-філософські аспекти з літературними. Науково-філософський напрям в літературі підтримав і його сучасник Марк Теренцій Варрон, основною літературною працею якого є філософсько-моральні «Меніппові сатири» (лат. Saturae menippeae) в 150 книгах. Від Варрона походить назва відповідного жанру — Варронівська сатира. Усього ж Варрон написав понад 70 творів, загальною кількістю понад 600 книг. Він займався, зокрема, граматикою, правом, мистецтвом, історією, історією літератури.

#### Вік Августа

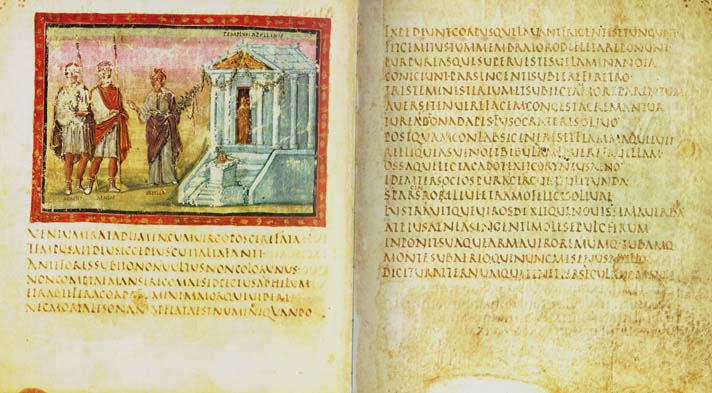
Сторінки «Енеїди» Вергілія, переписаної у V столітті

З моменту сходження на престол у 27 році до н. е. першого римського імператора Октавіана Августа починається так званий «вік Августа» в літературі — період її найвищого розквіту.
Саме в цей час творять одні з найвидатніших римських поетів — Вергілій, Горацій, Овідій, Тібулл, Секст Проперцій, Тит Лівій та інші. Вони створили загальноприйнятий канон прозової і поетичної мови.
Август і Гай Меценат, який залишався при ньому до кінця свого життя, підтримували поетів і надихали їх присвятити свої таланти оспівуванню ідей нової епохи. Римський вершник знатного етруського походження, Гай Цільній Меценат  був одним із найбагатших римських вельмож, до того ж мав досить щедру натуру. Підтримавши Августа ше в часи боротьби за трон, у мирний період Меценат сприяв посиленню авторитету принцепса в ідейному плані. Саме Меценат помітив і наблизив до нього найвидатніших поетів Вергілія, Горація, Варія, Проперція, а також інших здібних літераторів і критиків. Усі вони стали беззастережними прихильниками Августа, тому й напрям, який вони очолювали в літературі, можна умовно назвати апологетичним, тобто таким, що прославляв і звеличував як особу самого імператора, так і створений ним принципат. Вергілій оспівував божественне походження Риму і його нинішнього правителя, створивши легендарний епос «Енеїда», Горацій прославляв перетворення в релігійному і моральному житті, і навіть Овідій перед засланням оспівував відродження релігії у своєму творі «Фасти, або Римський календар».
Горацій увійшов у літературу спочатку як автор еподів (чи ямбів), тобто насмішкуватих двовіршів, у яких довгий рядок чергується з коротким. Збірка «Еподів» (17 віршів) вийшла в ЗО р. до н. е., за зразок правили вірші Архілоха, про що свідчить сам Горацій:
...Чи ж не я був, хто перший у Лацій
З Паросу ямби привів? Запозичив я дух Архілоха,
Ритми Його, а не зміст, не слова, шо Лікамба карали.
(•Постання-. І. 19. 23—25)
Теми «Еподів» здебільшого зовсім буденні, часом поет зупиняється на побутових дрібницях. Звертається Горацій і до тем соціального змісту. Він схвально ставиться до заборони чаклунства, гнівно засуджує чаклунку Канідію, її подругу Вейю, «шо згубила й крихту совісті», Фолію, здатну «стягти ворожбою фессалійською з небес і зорі, й місяць сам» (5. 17). Дісталося від поета і збагатілому вискочню, якого, хоч він і добре одягнутий, кожний зустрічний обходить, «наче гидь яку», та ще й плює вслід:
Отой, кого з наказу влади карної
Вістун шмагав донесхочу,
Посів поля Фалерна, жеребні ж його
Все б’ють дорогу Аппія...
Значно серйознішим стає тон поета, коли він торкається політичних проблем. Його гнітить внутрішня кровопролитна боротьба в країні, шо не має нічого спільного з Пунічними війнами, і Горацій наче намагається стримати ці божевільні поривання, скрикуючи:
Куди, куди, злочинці? Нашо знов мечі
Ви з піхов добуваєте?
Чи мало крові розлилось латинської
Морями й суходолами?..
Горацій недовго захоплювався ямбографією, але вона стала кроком до класичної лірики, лірики почуттів і роздумів.
Працюючи над еподами, Горацій водночас писав і сатири (або бесіди), дві книги яких вийшли в 35 і ЗО pp. до н. е. (10 і 8 віршів). Перша книга присвячена Меценатові, до нього поет звертається в 1-й і 6-й сатирах, згадує його ім’я і в останній — 18-й.
Сатири Горація являли собою бесіди на різноманітні філософсько-моральні теми або теми, в яких поставали проблеми мистецтва. У згадуваній 10-й сатирі поет висуває своє бачення необхідних ознак цього жанру:
Стислість — передусім; шоб віршована мова струміла
Вільно, не скована надміром слів, шо натомлюють вухо.
Щоб і грайливо пливла вона, й повагом; шоб у тій мові
Голос поета й промовця звучав...
...Саме жарт, а не мова злостива
Нам помагає не раз розв’язати заплутану справу.
(І, 10. 17-20, 22-23)
Напівліричні еподи вели Горація до жанрів еолійських ліриків VII—VI ст. до н. е., що вже давно полонили його уяву. Зразком для поета стають ліричні вірші Алкея, Сапфо та Анакреонта. Свої твори він називав піснями (carmina), лише пізніші античні поети нарекли їх одами, під такою назвою вони й дійшли до нас. Слід зауважити, шо Горацієві оди не відповідають античному уявленню про цей жанр як урочисто-піднесену пісню, таких у поета порівняно мало. Його оди — це ліричні вірші-пісні, далекі від «високого» стилю.
Тематика од надзвичайно широка. Серед них є і гімни богам, і морально-філософські й політичні роздуми, і любовно-еротичні вірші, і дружні поради, бесіди, і викривально-іронічні пісні гошо. Життя підказувало поетові нові сюжети. В одних він висловлює свої особисті почуття — радість, кохання, дружбу, ворожнечу, смуток. Зовсім інакше звучать пісні морального або громадянсько-політичного змісту.
У «вік Августа» існував також гурток Валерія Мессала Корвіна (64 р. до н. е. — 13 р. н. е.), автора численних і різних за жанром творів. До цієї групи належали видатні поети Валгій Руф, юний Овідій, Тібулл та Сульпіцій, які ставилися до Августа стримано-обережно й намагалися жодним словом його не згадувати у своїх ліричних творах. Отже, їхню позицію можна визначити як нейтралістську, що, мабуть, була характерною для досить значної частини тогочасних поетів.
Цього не можна було сказати про одноплановість літератури, так Тібулл писав лише елегії, характерною рисою яких було намагання піти від реальності у світ мрій і описувати любов, оспівування сільського життя, благочестя та ненависть до війни. Крім того, у його віршах немає жодного спомину Августа або його діянь. А головною темою творчості Секста Проперція була любовна лірика по відношенню до жінки, що була пристрастю усього його життя. Але це не заважає наповненню віршів міфологічними алюзіями та порівняннями. Проперцій на відміну від Тібулла, в якого головну роль відігравала щирість почуттів, дуже багато уваги приділяє саме формі й часто використовує зумисне складні, дещо заплутані вірші.
З великою натяжкою, умовно можна назвати опозиційним напрям у літературі, очолюваний колишнім другом Августа Азінієм Полліоном (76 р. до н. е. — 5 р. н. е.), здібним літератором, автором низки художніх та історичних творів, принциповим критиком. Заслугою Полліона було створення першої римської публічної бібліотеки і введення згадуваних уже рецитацій, що супроводжувалися виступами вимогливих критиків. Подібні публічні читання поетів допомагали їм не тільки оцінити зрілість і сприйняття своїх творів, а й отримати кваліфіковані порали фахівців. Опозиційна критика не торкалась якихось принципових політичних проблем і просто їх оминала, обмежуючись доброзичливими зауваженнями щодо різних статей запроваджуваних Августом морально-родинних реформ.
У цей же час була написана і найвідоміша та фундаментальна праця з історії Стародавнього Риму — «Історія від заснування міста», створена римським істориком та філософом Титом Лівієм і охоплює період від традиційної дати заснування Рима за хронологією Варрона (753 року до н. е) до 9 року. Лівій працював над «Історією» 40 років і спирався на праці головним чином молодших анналістів: Квінта Елія Туберона, Гая Ліцинія Макра, а також на Фабія Піктора, Кальпурнія Пізона, Клавдія Квадригарія та Полібія.
Також в цей час розвивалася творчість інших поетів та письменників, втім менш значущих ніж Вергілій Горацій та ін. (Граттій Фаліск, Емілій Макр).
Після значного піднесення у «вік Августа» починається поступовий занепад поезії. Змінюються і прозові жанри, особливо красномовство. Вже за часів принципату політичні промови втрачають своє колишнє значення, а судові перетворюються на суто розважальні декламації, далекі від життя. Серед них розрізняли контроверсії і сваросії. Контроверсії являли собою судові промови, в яких фігурували вигадані особи та ситуації, а конфлікти розгорталися між почуттям і обов’язком. Сваросії становили промови-роздуми якихось міфологічних чи далеких історичних осіб, що перебували в особливо гострих ситуаціях. І контроверсії, і сваросії стали своєрідним змаганням промовців, у якому головними були ораторська майстерність, уміння обіграти ту чи іншу давно вже відому ситуацію чи полію, якийсь учинок міфологічного або літературного персонажа.

### Посткласичний період

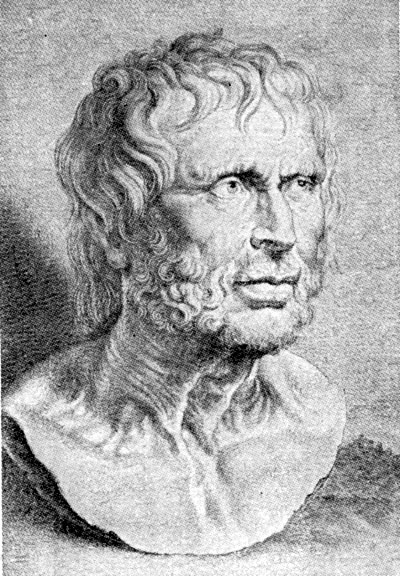
Луцій Анней Сенека

З запровадженням імперії становище літератури, яке протягом двох з половиною століть йшло постійно вперед, змінюється. Під впливом політичних умов, що утискували і спотворювали її розвиток, вона, незважаючи на велику кількість письменників, починає рух до занепаду, якого не могли затримати великі таланти в прозі та поезії, що з'являються час від часу протягом всього першого століття нашої ери. Цей період історики назвали посткласичним або «срібним століттям» римської літератури, проіснував від смерті Августа до кінця правління Траяна у 117 році. Проте не можна сказати, щоб особи, які стояли в цей на чолі держави, були ворожі літературному руху. Навпаки, вони навіть самі брали в ньому участь, деякі з найбільш деспотичних правителів, як Нерон і Доміціан, заохочували літературу преміями і змагальними установами, але це все одно не змогло покращити стан самої літератури. Література стала дрібніти у своїх задачах, втрачати оригінальність і швидко виснажуватися у своїй продуктивності. Мова прозаїків і поетів цього часу, таких як Сенека, Тацит, Ювенал, Марціал, Апулей та ін. відрізняється значною своєрідністю у виборі стильових засобів.
Так філософ-стоїк Сенека написав ряд творів на такі моральні теми, як милосердя і великодушність. Трагедії Сенеки справили великий вплив на зростання трагічної драми в Європі. Його племінник Марк Анней Лукан написав видатну епічну поему «Фарсалія, або Про громадянську війну» (лат. «Bellum civile sive Pharsalia») в 10 книгах, яка описує громадянську війни між Цезарем та Помпеєм (49 — 47 до н. е.). Його інші твори, окрема «Орфей», «Іліакон» (про Троянську війну і смерть Гектора), «Катахтоніон», «Сатурналії», трагедія «Медея» та інші численні твори не збереглися до наших днів.
Світогляд Сенеки значною мірою зумовлений тією неспокійною епохою, за якої йому довелося жити. Певною послідовністю й системністю його погляди не вирізнялися. Обгрунтовуючи філософію стоїків, він звертав головну увагу не на теоретичний, а на практичний аспект учення. Але насправді воно так і лишилося умоглядним. Першочерговим завданням мислителя Сенека вважав навчання людей основних правил життя і в разі потреби — гідного прийняття смерті. Низку положень він запозичив з філософії Епікура, зокрема ідею про необхідність цілковитого примирення із долею з огляду на її абсолютну залежність від навколишнього світу, змінити який людині не дано. Звідси — заклик до усамітнення й занурення у сферу суто інтимного життя. Сенека проповідує і рівність між людьми: «Вони — раби. Ні, люди! Вони — раби. Ні, товариші по рабству! Вони — раби. Ні, скромні люди» («Моральні листи до Луцілія», 47, 1).  Серед художніх творів Сенеки важливе місце посідають дев’ять його трагедій, основаних на традиційних міфологічних сюжетах, — «Медея», «Федра», «Едіп», «Агамемнон», «Фієст» тощо. Характерна ознака всіх трагедій полягає в тому, шо вони насичені кривавими ефектами, сценами вбивств і злочинів, моральними повчаннями. Як і філософські твори Сенеки, його трагедії не мають логічно розвинутого сюжету, дії героїв не зумовлені тонкими психологічними мотивуваннями. Самі герої сповнені пристрастями, шо роблять їх жорстокими і невмолимими. У розлогих монологах вони розповідають про причини своїх жагучих почуттів і спонукані цими почуттями дії. Монологи змінюються або жвавими діалогами, у яких персонажі обмінюються словесними ударами, або довгими хоровими партіями — роздумами про причини конфлікту й долю героїв. 

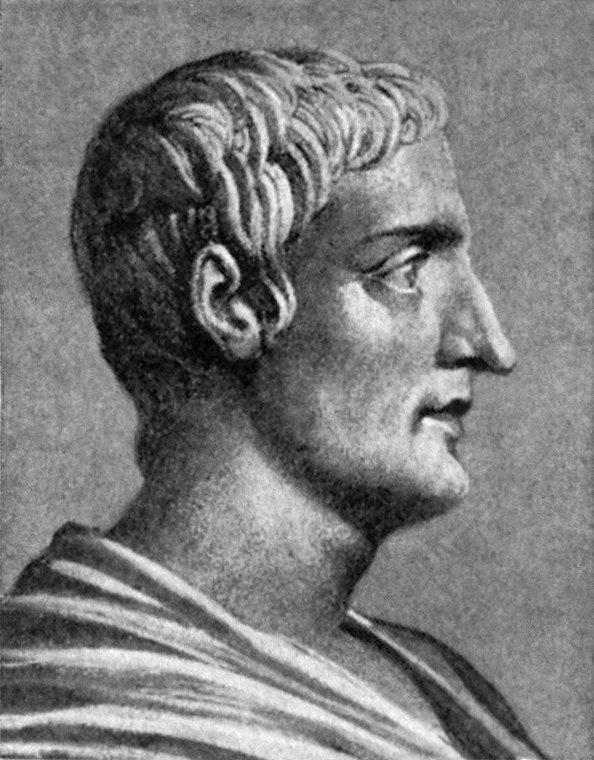
Публій Корнелій Тацит

У цей же час був написаний і перший давньоримський роман. Ним став «Сатирикон» Петронія, який розповідає про пригоди компанії трьох молодих людей без певних занять і з сумнівним минулим. Повний текст «Сатирикону» до нас не дійшов, відомі лише уривки починаючи з 13-ї книги. «Сатирикон» став досить переконливим свідченням того, шо криза релігійних уявлень, яку Август намагався затримати чи зовсім припинити, невблаганно заглиблювалася. Всі персонажі Петронія в богів не вірять і надзвичайно скептично ставляться до них. Коли Енколпія лають за вбиту священну гуску, він відповідає жриці, кинувши їй дві золоті монети: «На них можна купити гусей і навіть богів». На аморальність та відсутність релігійних почуттів скаржиться вчитель-волоцюга Евмолп. Усі персонажі роману живуть за принципом «лови мить!» Окремі дослідники зазначали, що, критикуючи тогочасну мораль, Петроній мав на увазі й окремі негативні риси Нерона. Роман містить і роздуми Петронія про дальший розвиток мистецтва. Вустами своїх персонажів письменник категорично відкидає пустопорожній «новий» стиль, що, на його думку, веде до загибелі красномовства і знецінює саму мову. Даний роман довгий час залишався взірцем античних романів і навіть в наш час він не втратив значимості: так 1969 року італійський режисер Федеріко Фелліні зняв кінофільм «Сатирикон Фелліні», написаний за сценарієм роману Петронія.
Більш традиційні галузі літератури була представлені вченим Плінієм Старшим, який збирав історичні та географічні відомості і загинув при дослідженні виверження Везувію у 79 році. Цю події широко описав його племінник Пліній Молодший. Літературну спадщину Плінія Молодшого складають його «Листи» в 10 книгах і всього лише одна з численних, виголошених у Сенаті і судах промов — «Панегірик Траяну». Його листи з самого початку писалися для широкого кола читачів і призначалися для публікації.
Взагалі, науковий стиль у літературі в цей період зайняв провідну роль, так Колумелла 42 року написав трактат «Про сільське господарство» (лат. «De re rustica», де розповідає про основи сільськогосподарської діяльності, філософ Авл Корнелій Цельс створив працю «Мистецтва» (лат. Artes), яка охоплювала собою філософію, риторику, юриспруденцію, сільське господарство, військове мистецтво і медицину, а педагог Квінтиліан створив підручник «Повчання оратору» (лат. Institutio oratoria), який вивчали в усіх риторичних школах, як давньоримських, так і середньовічних, нарівні з творами Цицерона, на неї посилалися у творах доби Відродження.

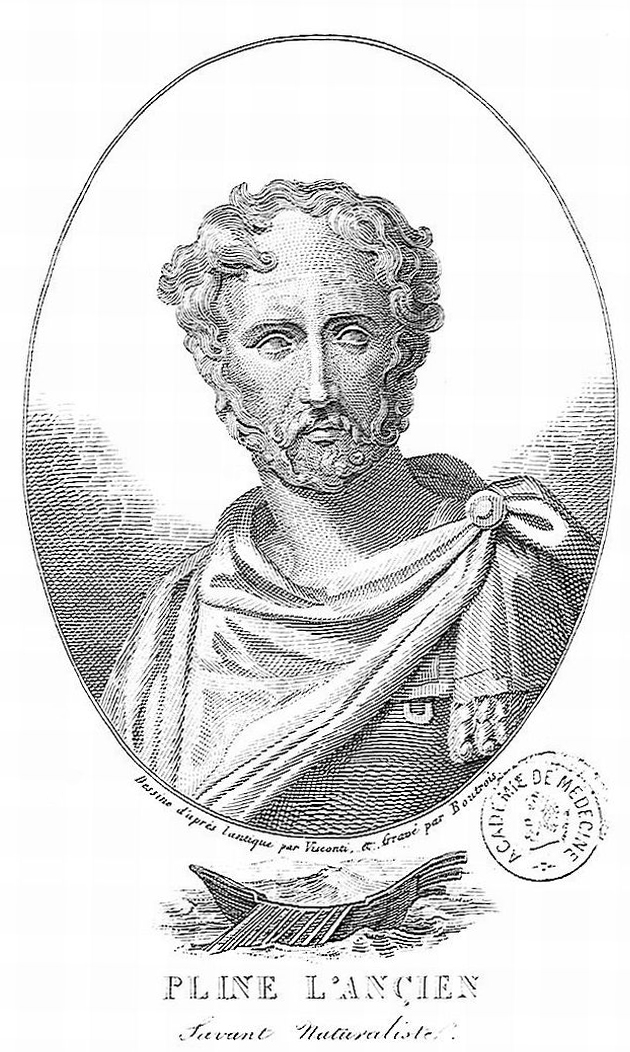
Пліній Старший

Його учнем став один із найвидатніших істориків «срібного періоду» — Публій Корнелій Тацит, який написав такі твори як «Агрікола» (біографія типового представника нової служилої знаті, полководця і тестя Тацита), «Германія» (нарис суспільного устрою, релігії та побуту германських племен), «Діалог про ораторів», «Історія» (висвітлює життя Риму та всієї імперії у 69-96 роках) та «Аннали», присвячені історичним подіям 14-68 роках. Продовжувачем Сенеки у створенні антитиранічних трагедій був Куріацій Матерн.
У цей же час створювалась і художня література, важливим жанром якої стала сатира: так Марк Валерій Марціал писав сатиричні епіграми в основному на побутові питання, а Ювенал створював різкі сатири, в яких використовував влучні описи, низка з яких, наприклад «Хліба та видовищ» та «В здоровому тілі — здоровий дух», стали крилатими і використовуються і в наш час.
Проте більшість літераторів «срібного періоду» не хотіли відходити від техніки великого тріо класичного періоду — Вергілія, Горація і Овідія. Тому, наприклад, Персій, написав сатиру в стилі Горація, Кальпурній використовував прийоми Вергілія, а Сілій Італік створив поему «Пуніка», присвячену Другій Пунічній війні, в стилі епічної поеми Вергілія. Одночасно з цим використовувались ідеї і більш старих давньогрецьких літераторів, так поет Федр, що мав грецьке походження, використовував ідеї Езопа, але поступово виробив власний стиль. Темами байок Федра були політичні події та діячі, соціальні негаразди. Він у похмурих барвах змальовує сучасний йому світ. Особливою темою стають особисті вади людини.

### Пізня римська література
Із закінченням «срібного періоду», сила романської літератури швидко вичерпується, настає безсилля створити що-небудь життєве і виникає схильність до сухого знання і педантичної вченості, а в поезії — до версифікації.

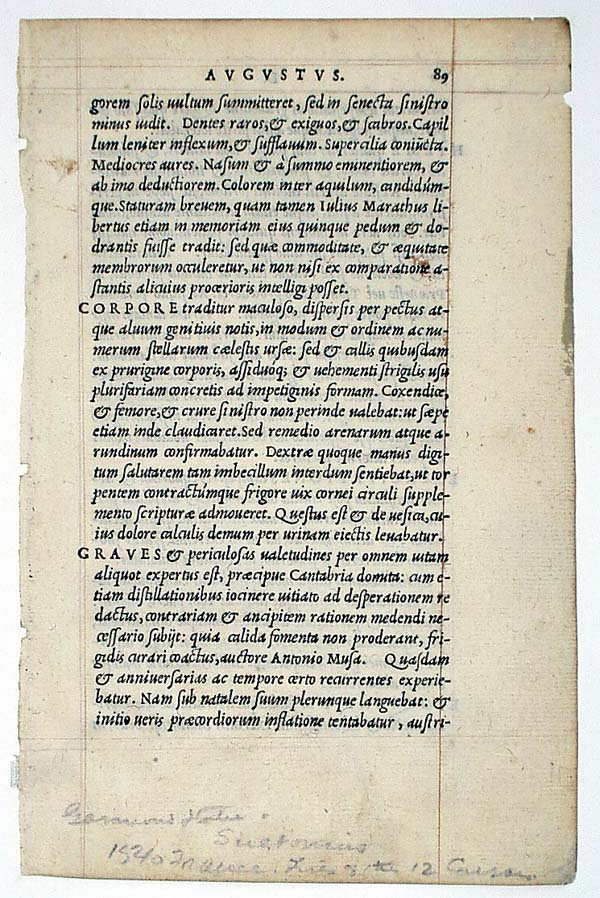
Сторінка з текстом книги «Життя дванадцяти цезарів», надрукована 1540 року

Найголовнішими представниками літератури II століття є Светоній, автор історичної праці «Життя дванадцяти цезарів», ритор Марк Корнелій Фронтон (африканець за походженням, що звертався в своїх творах до архаїчної латини), Авл Гелій (представник вченості, яка виражалася в складанні з різних письменників заміток, що відносяться головним чином до мови і граматики), та африканець Апулей (який здобув освіту в Карфагені та писав з різних предметів — як оратор, філософ, ритор і поет. У мові Апулея, яка отримала назву африканської латини, є багато несподіваних слів і виразів, велика кількість плеоназмів і риторична штучність, які служать головними засобами привернути і підтримувати увагу читача. Приклад Апулея показує, що Рим уже втратив значення літературного центру і провінції починають вести літературне життя на свій страх. Слідом за Африкою виступає самостійно в III столітті Галлія, багата риторичними школами. Її оратори широко використовують панегірики.
Рівень римської літератури III і IV століття краще за все показують так звані Автори життєписів Августів (лат. Scriptores Historiae Augustae) — автори біографій римських імператорів, які лише компілювали і скорочували своїх попередників, без критики або вибору джерел. Автори не турбувались про точність розповіді, і були позбавлені здатності піднятися до розуміння епохи і навіть просто до політичного судження. Мова цих істориків часів Діоклетіана і Костянтина не тільки переходить у вульгарну латину, а й виявляє неправильності в конструкції і навіть у вживанні граматичних форм.
До IV століття належав і історик Амміан Марцеллін, автор праці з історії Римської держави «Діяння» (лат. «Res gestae»), у якій висвітлюються події I–IV століть. З 31 його книги збереглися останні 18, що охоплюють 353–378 роки. Амміан Марцеллін багато уваги приділяв історії воєн. Брав участь в поході імператора Юліана проти персів.

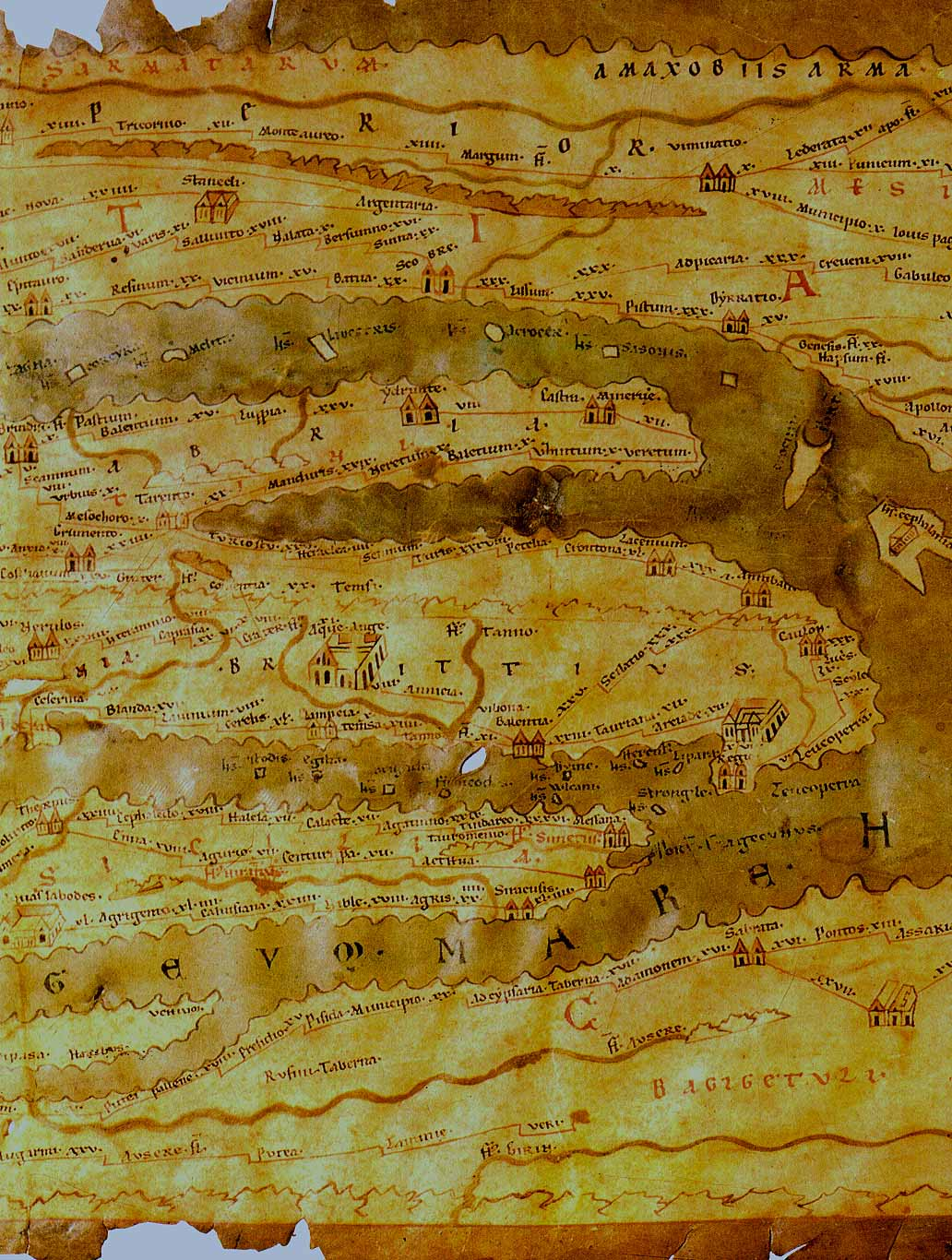
Пейтингерова таблиця. Фрагмент VII.

Більш за все творів, починаючи з III по V століття включно, писалося з граматики і риторики, оскільки потреба в освіті, незважаючи на занепад літератури та навіть держави, продовжувала існувати і школи були розсіяні по всій державі. Основним педагогом-літератором того часу став Прісціан, який написав латинську граматику, яка була заснована на працях попередників — Елія Геродіана та Аполлонія Діскола. Це була найповніша на той час граматика. Вона містила багато прикладів, цитат відомих давньоримських авторів, зокрема Квінта Еннія, Марка Пакувія, Луція Акція, Гая Луцилія, Публія Валерія Катона, Варрона Атацинського, Вергілія, Теренція, Цицерона, Тіта Макція Плавта, Лукана, Горація, Ювенала, Саллюстія, Публія Папінія Стація, Овідія, Тіта Лівія й Персія. Ця граматика стала основою для вивчення латини у Середні віки.
З початком панування християнства в імперії поступово створюється нова література (під впливом цього віровчення). Низка авторів намагається передати біблійні сюжети у більш сприйнятній та зрозумілій формі. Автором такого твору був Гай Веттій Аквілін Ювенк, що жив у IV ст. Водночас ще зберігаються класичні традиції, одним з виразником яких у цей час був Тіберіан. Цікавим був письменник Юлій Обсеквент, поет Меробавд.
Тоді ж продовжувались описи військового мистецтва, сільського господарства, медицини і географії. До останньої належить низка дорожників (лат. Itinerarium), основою для яких служили географічні мапи, з них одна, що дійшла до нас в середньовічній копії, носить назву Пейтингерова таблиця (лат. Tabula Peutingeriana), на ім'я першого її власника, і зберігається у віденській придворній бібліотеці. Спробою пояснення географічних імен, що зустрічаються у римських класиків, зробив Вібій Секвестр.
Римська латинська література пережила офіційний розпад імперії в 476 році і зникає в VI–VII столітті. Останніми її представниками вважаються Боецій, автор трактатів з логіки і коментарів до творів з логіки Порфирія та Арістотеля, Кассіодор, чиї твори стали важливим джерелом для вивчення як історії Риму, так і Італії в цілому на заключному етапі розвитку античної цивілізації, а також севільський єпископ Ісидор, який багато писав з історії та граматики і у своїй найбільшій праці «Етимологія» створив енциклопедію тодішніх знань, взятих переважно з античності. У 20 розділах своєї книги Ісидор виклав відомості з граматики, риторики, математики, медицини, історії, права, космології, теології, агрономії, зоології та інших галузей знань. Книга користувалася надзвичайною популярністю в середні віки: до нашого часу збереглися понад тисячу її рукописних примірників. Крім того, Ісидор Севільський є автором численних праць з природознавства, граматики, теології, історії. Для історії церкви надзвичайно важлива його «Книга канонів», у котрій зібрані постанови соборів, що проходили в усьому християнському світі в античності і з початком Середньовіччя. Він написав дві хроніки, у яких коротко виклав історію від створення світу. Найціннішими з його історичних творів є «Історія готів, вандалів, і свевів». З часу його смерті у 636 році римська латинська література фактично перестає існувати.

## Середньовічна латина

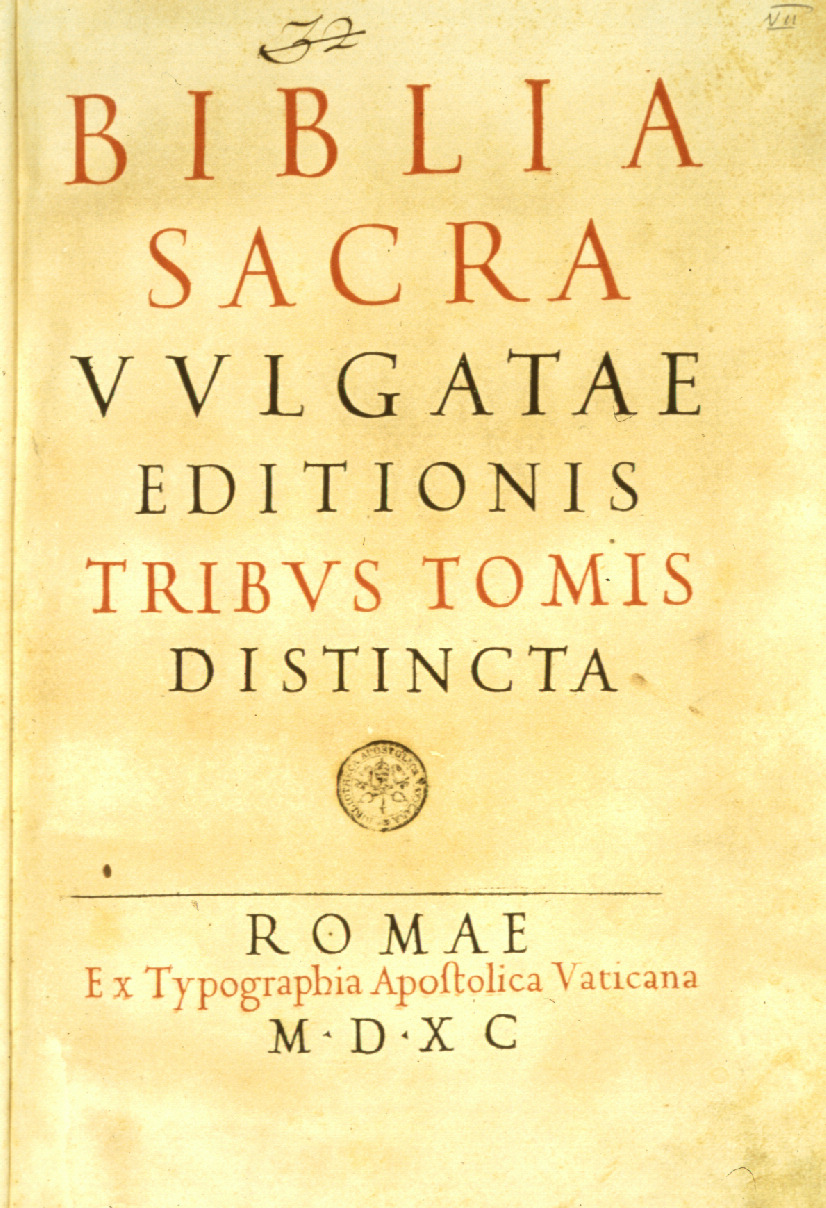
Vulgata Sixtina

Середньовічна, або християнізована латина — це насамперед літургійні тексти — гімни, піснеспіви, молитви. Наприкінці IV століття святий Ієронім переклав всю Біблію на латинську мову. Його переклад відомий під назвою «Вульґата» (тобто Народна Біблія). На католицькому Тридентському соборі в XVI столітті цей переклад був визнаний рівноцінним оригіналу. Відтоді латинська, поряд з староєврейською і старогрецькою, вважається однією зі священних мов Біблії.
Активне використання латинської мови як мови ділових паперів на українських землях пов'язують з канцелярією князя Данила Галицького. Після того, як у 1254 році Данило Галицький прийняв королівський титул, він значно посилив контакти з країнами Західної Європи. У XIV столітті в Галичині з'явилися перші латиномовні акти для внутрішнього використання. До середини XV століття в Галичині латина повністю витіснила староукраїнську в адміністративній та судовій сферах. На Волині та в Наддніпрянщині роль латинської мови в цих сферах була значно меншою, оскільки тут з кінця XVI століття як мова адміністрування утвердилася польська.
Середньовічна латина досить далеко відійшла від класичних зразків, і в XIV столітті в Італії почався рух за повернення до зразкової латини Цицерона, на противагу латини Церкви та університетів, яку гуманісти презирливо іменували «кухонною латиною».
Гуманісти всього світу активно говорили і писали латинською мовою, зокрема це були Томас Мор (1478–1535) в Англії, Еразм Роттердамський (1466–1536) — в Голландії, Томмазо Кампанелли (1568–1639) — в Італії. Латинська залишається в цей період найважливішим засобом міжнародного культурного і наукового спілкування. Та водночас Реформація, секуляризація культурного життя та інші споріднені явища дедалі більше обмежують вживання латини, висуваючи на перший план нові мови. У дипломатії латина витісняється французькою мовою: Вестфальський мирний договір 1648 р. був першим документом такого роду, написаним не латиною.

### Новий час

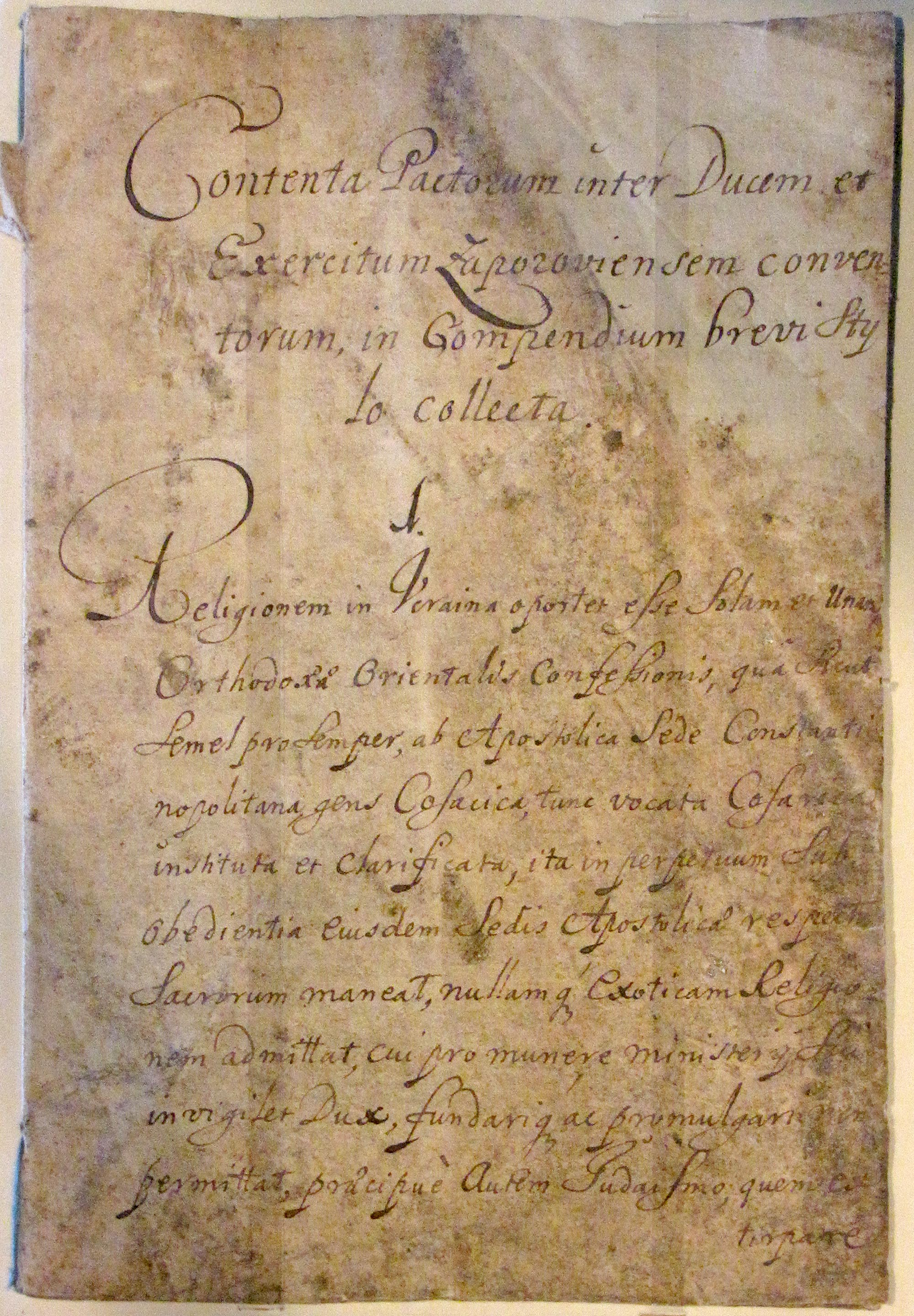
Перша сторінка конституції Пилипа Орлика латиною. Оригінал зберігається в Національному архіві Швеції.

Аж до XVIII століття латинська мова залишалася міжнародною мовою науки. У 1503 році в Європі став широко відомий звіт Амеріго Веспуччі про відкриття Нового світу в латинському перекладі. Латиною писали свої твори голландський філософ Спіноза (1632–1677), англійський учений Ісаак Ньютон (1643–1727), український філософ Феофан Прокопович, гетьман Пилип Орлик (див. Конституція Пилипа Орлика) та багато ін.
Традиція використовувати латину та латинське письмо для української мови в діловій документації зберігається в Україні у поодиноких випадках і в XVI–XVII століттях. Українська латиномовна література створювалася протягом 15-18 століття такими авторами, як Григорій Сковорода, Станіслав Оріховський, Ян Юзефович та багато інших і належить до широкого кола неолатиністичних творів. Власне, будь-яка освічена людина того часу знала латину. Зараз дослідження цієї гілки української літератури набувають популярності: здійснюються переклади тогочасних літописів, богословських та етикетних текстів, провадиться активна робота з вивчення особливостей «української» латини. Однією з небагатьох перекладених перлин давньої української латиномовної літератури нині є Конституція Пилипа Орлика.
Практичне застосування латинської мови як міжнародної мови науки, а також мови літературної творчості, що продовжує стару гуманістичну традицію, характеризується динамікою руху за живу латинь. Про це свідчить наявність журналів, що публікують наукові статті саме латинською мовою. Що стосується літературної діяльності, то багато поетів та письменників в своїх творах використовували латинські та грецькі слова, крилаті вирази і прислів'я, сюжети. Так, наприклад, О.С.Пушкін в творі “Евгений Онегин” писав:
“Латынь из моды вышла ныне:
Так, если правду вам сказать,
Он знал довольно по-латыни,
Чтоб епиграфы разбирать,
Потолковать об Ювенале,
Вконце письма поставить “Vale”.
Також, латинські вислови в своїх творах вживали Леся Українка (Contra spem spero), Глібов, Григорій Сковорода, Крилов, Шекспір, Дюма, Бальзак, Котляревський та багато інших. Котляревський, наприклад, працював над “Енеїдою” Вергілія майже 30 років, в результаті чого постійно збагачував свою творчість.
З XVII століття відбувається переорієнтація української культури на західноєвропейські освітні зразки, й латинська, як мова освіти й культури стає обов'язковою для вивчення в багатьох тодішніх навчальних закладах. Збереглося чимало шкільних курсів риторики і поетики, написаних латинською мовою, до найвідоміших належать твори Андрія Старновецького і М. Котозварського «Liber artis poeticae» (1637), Я. Понтана «Commendatio brevis poeticae» (1646), «Poetica practica» (1648), «Subsidium Rhetoricum» (1670), «Poeticarum institutionum breve compendium» (1671), Йоасафа Кроковського «Penuarium Tullianae Eloquentiae» (1683), «Fons Castalius» (1685), «Cunae Bethlumicae» (1686–1687), І. Волянського «Rhetor Roxolanus» (1689), «Promptuarium artis eloquentiae» (1691), «Cytheron bivertex» (1694–1695), «Lyra» (1696), «Rosa inter spinas» (1696–1697), Стефана Яворського «Concha» (1698).
Проте після французької революції університетське викладання було переведено з латини на нові мови, що суттєво підірвало статус латини як основної мови науки. В результаті в XIX столітті латина майже повністю вийшла з ужитку; найдовше вона протрималася в філології (особливо класичній) та медицині.
Хоча, наприклад, довгий час залишалась офіційною мовою у Австро-Угорській імперії (XIX ст.) на рівні з німецькою. Латинська мова залишалася також офіційною мовою документів у Священній Римській Імперії до її розпуску у 1806 році.

## Сьогодення
У наш час латинська мова вважається офіційною мовою держави Ватикан, а також Католицької Церкви.
Латинська мова в медицині використовується як міжнародна термінологія анатомії, фармакології, а також при складанні рецептів. Не має, мабуть, іншої такої професії, в якій світовий багатостолітній досвід відбився настільки точно, як на змісті професійної мови лікаря. Лікарю доводиться зустрічатися з латинською мовою і у повсякденній роботі – при читанні назв хвороб, анатомічних термінів, назв лікарської сировини, назв хімічних сполук і особливо в рецептурі. Сучасний лікар у своїй професійній мові вживає 60% слів латинського та грецького походження. Давня традиція використання латинської мови в медицині є об`єднуючим фактором для медиків всього світу і для уніфікації медичної освіти.
Латинь як офіційна мова використовується сучасною Католицькою церквою. На латині ведеться документація Ватикану і складаються послання римських пап. Відповідно до західної богословської традиції на латині досі пишуться дисертації і навіть проводяться диспути, молитви. У Ватикані склали словник, в який включені сучасні слова в перекладі на латинську мову. Напр., сигарета - fistula nicotiana, міні-спідниця - tunicu laminima. Складання такого словника - це лише одна з ініціатив папи Бенедикта XVI із популяризації латинської мови в світі. Він також відкрив у Ватикані Академію латинської мови, покликану сприяти вивченню, використанню і поширенню латини.
На латині говорили римські юристи, законами яких ми користуємося й донині. Основи римського права закладені в більшості сучасних демократичних інституцій.
Величезна кількість латинізмів наявна в лексиці всіх європейських мов. Багато слів латинського походження є також в українській мові. Вони щільно увійшли і прижились в українській мові без істотних змін звучання і значення. Напр., такі слова, як момент, результат, театр, ректор, декрет, алібі, студент, аудиторія, та інші звичні в речі звичайної людини.
На сьогодні, найбільше вживання латинських слів можна побачити в міжнародній загальнополітичній термінології, напр., persona grata – бажана людина, persona non grata – небажана людина, гуманізм, республіка, асоціація, диктатура, інтернаціональний та інші.
Розвитку та розповсюдженню латинської мови в сьогоденні сприяють різноманітні друковані видання країн світу, зокрема голландський філологічний журнал “Mnemosyne”, що донедавна друкувався виключно латинською мовою (тепер і німецькою, англійською, французькою та італійською). Також для поширення латини Комітетом сприяння класичної філології в колишніх країнах соціалізму видавається збірник “Eirene” (Прага).
Багато журналів, як, наприклад, варшавський “Meander”, публікуючи основний текст польською мовою, супроводжують його латинськими резюме. Оксфордський науково-популярний журнал “Greece and Roma”, що видається англійською мовою, майже в кожному номері надає місце для публікацій віршів, а також розважальних матеріалів (кросвордів і т. ін.) латинською мовою.
Нарешті, латинською мовою видаються журнали, спеціально присвячені живій латині: “Latinitas” (Ватикан), “Palaestra Latina” (Барселона), “Vox Latina”, “Vita Latina” (Авіньйон), “Orbis Latinum” (Аргентина). У цих виданнях систематично публікуються результати роботи з поширення новолатинської лексики, що ведеться в різних країнах світу. Критичний звід цих матеріалів у вигляді фундаментального словника складає одне з найважливіших завдань, включених до програми діяльності Міжнародної академії сприяння латинської освіченості.
Не можна не згадати, також і про книги новолатинської поезії останніх десятиліть видатних латинських поетів сучасності таких, як Уго Енріко Паолі (Флоренція, 1961) та Германа Веллера (Тюбинген, 1946), збірник “Vita Camena“, що містить зразки творчості п'ятдесяти авторів з сімнадцяти країн (Цюрих, 1961), збірник “Carmina latina recentiora” (Лейхлінген, 1974).
Огляд основних моментів історії латинської мови, як міжнародної мови науки та культури дозволяє зробити висновок про її здатність жити і розвиватися в цій функції відповідно до потреб нашого часу. На питання про те, чи можемо ми вважати латинь мертвою мовою, польський письменник Юліан Тувім відповів так: «Яка же це мертва мова, якщо, не в`янучи, вона пережила тисячоліття».
Латинь продовжує жити не тільки в термінах, але і в численних крилатих виразах, афоризмах, прислів'ях. Їх можна зустріти в працях великих учених, творах письменників, промовах ораторів, та й у мові звичайних людей.
До 1962–1965 років службу в усіх католицьких храмах вели винятково латинською мовою. І попри те, що мова дедалі більше витісняється національними мовами, вона і зараз зберігає свою значимість у науковій термінології багатьох галузей знань, насамперед у біології, юриспруденції та медицині.
Численні латинські прислів'я, афоризми та терміни увійшли у вжиток у сучасних мовах у вигляді мовних кальок або прямих запозичень із збереженням латинської графіки.
В останні роки в країнах Західної Європи і Південної Америки виник рух за відродження використання латинської мови як міжнародної мови науки. Відбулося кілька конгресів створеної для цієї мети міжнародної організації, виходить спеціальний журнал.